# Yaniet Marrero López
Yaniet Marrero López (ur. 4 kwietnia 1983 w Las Tunas) – kubańska szachistka, arcymistrzyni od 2008 roku.

## Kariera szachowa
W 2001 r. podzieliła III m. (za Bruci Lopezem i Vivian Ramón Pitą, wspólnie z Zirką Frómeta Castillo) w turnieju Mix memoriału Jose Raula Capablanki, w 2003 r. podzieliła IV-V m. w finale indywidualnych mistrzostw Kuby kobiet oraz zwyciężyła (wspólnie z Francisco Olivaresem) w Güines, natomiast w 2004 r. zdobyła dwie normy na tytuł arcymistrzyni, w São Paulo oraz na olimpiadzie w Calvii. W 2006 r. ponownie podzieliła IV-V w finale mistrzostw kraju oraz po raz drugi w karierze reprezentowała Kubę na olimpiadzie w Turynie. W 2007 r. zdobyła w Holguín tytuł wicemistrzyni Kuby. W 2008 r. zdobyła trzecią arcymistrzowską normę (na turnieju w Santiago), w tym roku również po raz trzeci uczestniczyła w turnieju olimpijskim (w Dreźnie), podczas Kongresu FIDE otrzymując tytuł arcymistrzyni. W 2010 r. zwyciężyła w kołowym turnieju Maria Teresa Mora Memorial w Hawanie, reprezentowała również narodowe barwy na kolejnej olimpiadzie, rozegranej w Chanty-Mansyjsku.
Najwyższy ranking w dotychczasowej karierze osiągnęła 1 listopada 2010 r., z wynikiem 2349 punktów zajmowała wówczas 2. miejsce wśród kubańskich szachistek.

## Życie prywatne
Mężem Yaniety Marrero López jest czołowy kubański szachista, Neuris Delgado Ramírez.